# Svetlana Anastasovska
Svetlana Anastasovska-Obućina (Belgrado, 26 de abril de 1961) é uma ex-handebolista profissional iugoslava, campeã olímpica.
Svetlana Anastasovska fez parte da geração medalha de ouro em Los Angeles 1984, e prata em Moscou 1980.